# Wuhan Open 2017 - Qualificazioni singolare
Le qualificazioni del singolare femminile del Wuhan Open 2017 sono state un torneo di tennis preliminare per accedere alla fase finale della manifestazione. Le vincitrici dell'ultimo turno sono entrate di diritto nel tabellone principale. In caso di ritiro di una o più giocatrici aventi diritto a queste sono subentrati le lucky loser, ossia le giocatrici che hanno perso nell'ultimo turno ma che avevano una classifica più alta rispetto alle altre partecipanti che avevano comunque perso nel turno finale.

## Teste di serie
1. Monica Niculescu (qualificata)
2. Natal'ja Vichljanceva (ultimo turno)
3. Shelby Rogers (ritirata)
4. Lara Arruabarrena (primo turno)
5. Mónica Puig (qualificata)
6. Magda Linette (qualificata)
7. Alison Riske (ultimo turno)
8. Heather Watson (ultimo turno)
9. Varvara Lepchenko (qualificata)

1. Christina McHale (qualificata)
2. Maria Sakkarī (qualificata)
3. Madison Brengle (primo turno)
4. Aljaksandra Sasnovič (ultimo turno)
5. Ons Jabeur (qualificata)
6. Sara Sorribes Tormo (ritirata)
7. Danka Kovinić (primo turno)
8. Andrea Petković (qualificata)

## Qualificate
1. Monica Niculescu
2. Maria Sakkarī
3. Andrea Petković
4. Christina McHale

1. Mónica Puig
2. Magda Linette
3. Varvara Lepchenko
4. Ons Jabeur

## Tabellone

### Legenda
| - Q = Qualificato - WC = Wild card - LL = Lucky loser | - ALT = Alternate - SE = Special Exempt - PR = Protected Ranking | - w/o = Walkover - r = Ritirato - d = Squalificato |

### Sezione 1
|  | Primo turno | Primo turno         | Primo turno      | Primo turno | Primo turno |  |  | Ultimo turno | Ultimo turno     | Ultimo turno | Ultimo turno | Ultimo turno |  |
|  |             |                     |                  |             |             |  |  |              |                  |              |              |              |  |
|  | 1           | Monica Niculescu    | Monica Niculescu | 6           | 6           |  |  |              |                  |              |              |              |  |
|  |             | Lu Jiajing          | Lu Jiajing       | 2           | 1           |  |  | 1            | Monica Niculescu | 2            | 6            | 6            |  |
|  |             | Liu Fangzhou        | 6                | 4           |             |  |  |              | Liu Fangzhou     | 6            | 1            | 0            |  |
|  | Alt         | Anastasia Rodionova | 1                | 2           | r           |  |  |              |                  |              |              |              |  |

### Sezione 2
|  | Primo turno | Primo turno            | Primo turno            | Primo turno | Primo turno |  |  | Ultimo turno | Ultimo turno          | Ultimo turno          | Ultimo turno | Ultimo turno |  |
|  |             |                        |                        |             |             |  |  |              |                       |                       |              |              |  |
|  | 2           | Natal'ja Vichljanceva  | Natal'ja Vichljanceva  | 6           | 6           |  |  |              |                       |                       |              |              |  |
|  |             | Gao Xinyu              | Gao Xinyu              | 3           | 1           |  |  | 2            | Natal'ja Vichljanceva | Natal'ja Vichljanceva | 1            | 62           |  |
|  | Alt         | Aleksandrina Najdenova | Aleksandrina Najdenova | 3           | 0           |  |  | 11           | Maria Sakkarī         | Maria Sakkarī         | 6            | 7            |  |
|  | 11          | Maria Sakkarī          | Maria Sakkarī          | 6           | 6           |  |  |              |                       |                       |              |              |  |

### Sezione 3
|  | Primo turno | Primo turno          | Primo turno          | Primo turno | Primo turno |  |  | Ultimo turno | Ultimo turno         | Ultimo turno         | Ultimo turno | Ultimo turno |  |
|  |             |                      |                      |             |             |  |  |              |                      |                      |              |              |  |
|  | 17          | Andrea Petković      | Andrea Petković      | 6           | 6           |  |  |              |                      |                      |              |              |  |
|  | Alt         | Gabriela Dabrowski   | Gabriela Dabrowski   | 1           | 2           |  |  | 17           | Andrea Petković      | Andrea Petković      | 6            | 6            |  |
|  |             | Zhu Lin              | Zhu Lin              | 63          | 4           |  |  | 13           | Aljaksandra Sasnovič | Aljaksandra Sasnovič | 1            | 1            |  |
|  | 13          | Aljaksandra Sasnovič | Aljaksandra Sasnovič | 7           | 6           |  |  |              |                      |                      |              |              |  |

### Sezione 4
|  | Primo turno | Primo turno       | Primo turno       | Primo turno | Primo turno |  |  | Ultimo turno | Ultimo turno     | Ultimo turno | Ultimo turno | Ultimo turno |  |
|  |             |                   |                   |             |             |  |  |              |                  |              |              |              |  |
|  | 4           | Lara Arruabarrena | Lara Arruabarrena | 63          | 2           |  |  |              |                  |              |              |              |  |
|  |             | Bernarda Pera     | Bernarda Pera     | 7           | 6           |  |  |              | Bernarda Pera    | 5            | 0            | r            |  |
|  |             | Nicole Gibbs      | 1                 | 6           | 3           |  |  | 10           | Christina McHale | 7            | 4            |              |  |
|  | 10          | Christina McHale  | 6                 | 3           | 6           |  |  |              |                  |              |              |              |  |

### Sezione 5
|  | Primo turno | Primo turno     | Primo turno    | Primo turno | Primo turno |  |  | Ultimo turno | Ultimo turno   | Ultimo turno   | Ultimo turno | Ultimo turno |  |
|  |             |                 |                |             |             |  |  |              |                |                |              |              |  |
|  | 5           | Mónica Puig     | Mónica Puig    | 4           |             |  |  |              |                |                |              |              |  |
|  |             | Lucie Hradecká  | Lucie Hradecká | 4           | r           |  |  | 5            | Mónica Puig    | Mónica Puig    | 7            | 6            |  |
|  |             | Chang Kai-chen  | 4              | 6           | 6           |  |  |              | Chang Kai-chen | Chang Kai-chen | 62           | 2            |  |
|  | 12          | Madison Brengle | 6              | 4           | 2           |  |  |              |                |                |              |              |  |

### Sezione 6
|  | Primo turno | Primo turno     | Primo turno     | Primo turno | Primo turno |  |  | Ultimo turno | Ultimo turno  | Ultimo turno | Ultimo turno | Ultimo turno |  |
|  |             |                 |                 |             |             |  |  |              |               |              |              |              |  |
|  | 6           | Magda Linette   | Magda Linette   | 6           | 6           |  |  |              |               |              |              |              |  |
|  |             | Arina Rodionova | Arina Rodionova | 3           | 3           |  |  | 6            | Magda Linette | 6(0)         | 6            | 6            |  |
|  |             | Lu Jingjing     | 3               | 6           | 6           |  |  |              | Lu Jingjing   | 7            | 4            | 1            |  |
|  | 16          | Danka Kovinić   | 6               | 2           | 2           |  |  |              |               |              |              |              |  |

### Sezione 7
|  | Primo turno | Primo turno       | Primo turno       | Primo turno | Primo turno |  |  | Ultimo turno | Ultimo turno      | Ultimo turno      | Ultimo turno | Ultimo turno |  |
|  |             |                   |                   |             |             |  |  |              |                   |                   |              |              |  |
|  | 7           | Carina Witthöft   | Carina Witthöft   | 6           | 7           |  |  |              |                   |                   |              |              |  |
|  |             | Shūko Aoyama      | Shūko Aoyama      | 0           | 5           |  |  | 7            | Carina Witthöft   | Carina Witthöft   | 1            | 62           |  |
|  |             | Kristie Ahn       | Kristie Ahn       | 0           | 2           |  |  | 9            | Varvara Lepchenko | Varvara Lepchenko | 6            | 7            |  |
|  | 9           | Varvara Lepchenko | Varvara Lepchenko | 6           | 6           |  |  |              |                   |                   |              |              |  |

### Sezione 8
|  | Primo turno | Primo turno    | Primo turno  | Primo turno | Primo turno |  |  | Ultimo turno | Ultimo turno   | Ultimo turno | Ultimo turno | Ultimo turno |  |
|  |             |                |              |             |             |  |  |              |                |              |              |              |  |
|  | 8           | Heather Watson | 62           | 6           | 7           |  |  |              |                |              |              |              |  |
|  |             | Han Xinyun     | 7            | 2           | 5           |  |  | 8            | Heather Watson | 1            | 6            | 4            |  |
|  | WC          | Guo Shanshan   | Guo Shanshan | 1           | 0           |  |  | 14           | Ons Jabeur     | 6            | 4            | 6            |  |
|  | 14          | Ons Jabeur     | Ons Jabeur   | 6           | 6           |  |  |              |                |              |              |              |  |